# Orphninotrichia justini
Orphninotrichia justini är en nattsländeart som beskrevs av Wells 1983. Orphninotrichia justini ingår i släktet Orphninotrichia och familjen smånattsländor. Inga underarter finns listade i Catalogue of Life.